# Nickelsulfat
Nickelsulfat förekommer i naturen som morenosit och nickelvitriol.

## Framställning
Nickelsulfat kan tillverkas genom rostning av nickelsten och utlakning med utspädd svavelsyra. Efter fällning av koppar och järn kan sedan nickelsulfat utvinnas ur den rena lösningen genom industning och kristallisation. Det således utvunna vattenfria sulfatet tar lätt upp olika kvantiteter av kristallvatten, varvid färgen ändras från gul till grön.

## Förekomst
Nickelsulfat förekommer som det sällsynta mineralet retgersit, som är hexahydrat, liksom mineralet nickelhexahydrit, (Ni, Mg, Fe)SO4 . 6H2O.
En heptahydrat variant, som är relativt stabil i luft, förekommer som morenosit. Monohydrat förekomst finns som det mycket sällsynta mineralet dwornikit, (Ni, Fe)SO4 . H2O. 

## Användning
Nickelsulfat används vid galvanisk förnickling samt vid härdning av fett och oljor.